# Shaker (testapparaat)

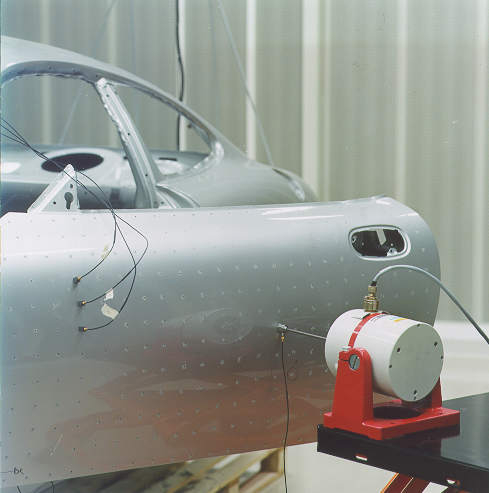
Een shaker wordt gebruikt op een auto.

Een shaker is een apparaat dat in de techniek gebruikt wordt om het trillingsgedrag van materialen of constructies te onderzoeken.
Er bestaan elektrodynamische shakers en hydraulische shakers.
De elektrodynamische shakers bestaan uit een spoel die in een permanent magneetveld op en neer kan bewegen. Door de spoel wordt met een toongenerator een elektrische wisselstroom gestuurd, waardoor deze afwisselend het magneetveld uitgeduwd of ingetrokken wordt. Aan de spoel zit de eigenlijke triltafel vast, waaraan het testobject wordt bevestigd.

## Toepassingen
1. Kunstmatige satellieten worden voordat ze de ruimte worden ingeschoten op een shaker uitgebreid getest om te controleren of ze de trillingen die tijdens de lancering optreden kunnen doorstaan.
2. Bij modaalanalyse waarbij de eigentrillingen en eigenmodes van een constructie worden bepaald, gebruikt men shakers die het gehele frequentiespectrum doorlopen.
3. Ook bij het testen van vliegtuigvleugels worden shakers gebruikt om het kritische fluttergedrag te kunnen voorspellen en ongelukken daarmee te voorkomen.